# Beshbarmak

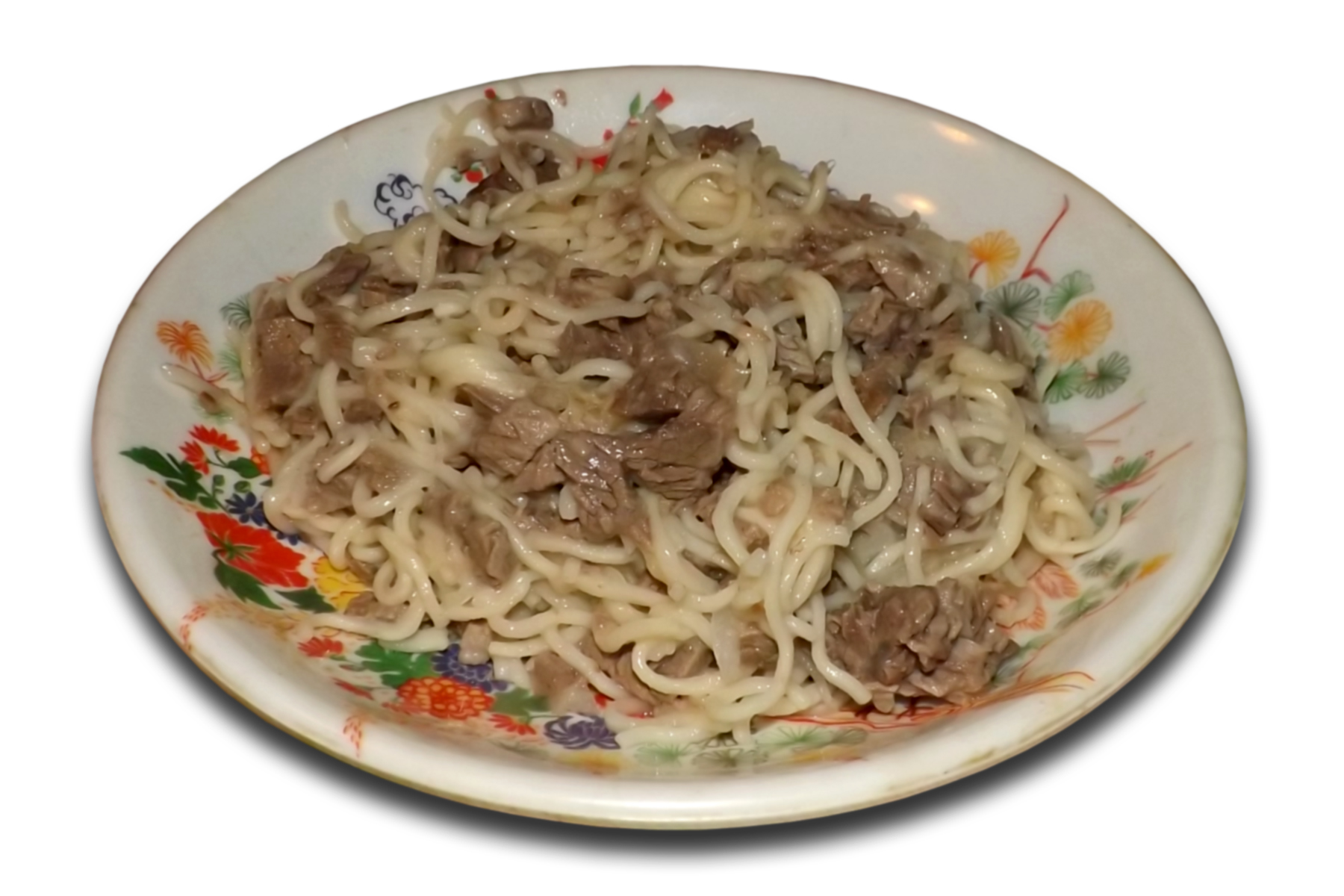
Beshbarmak.

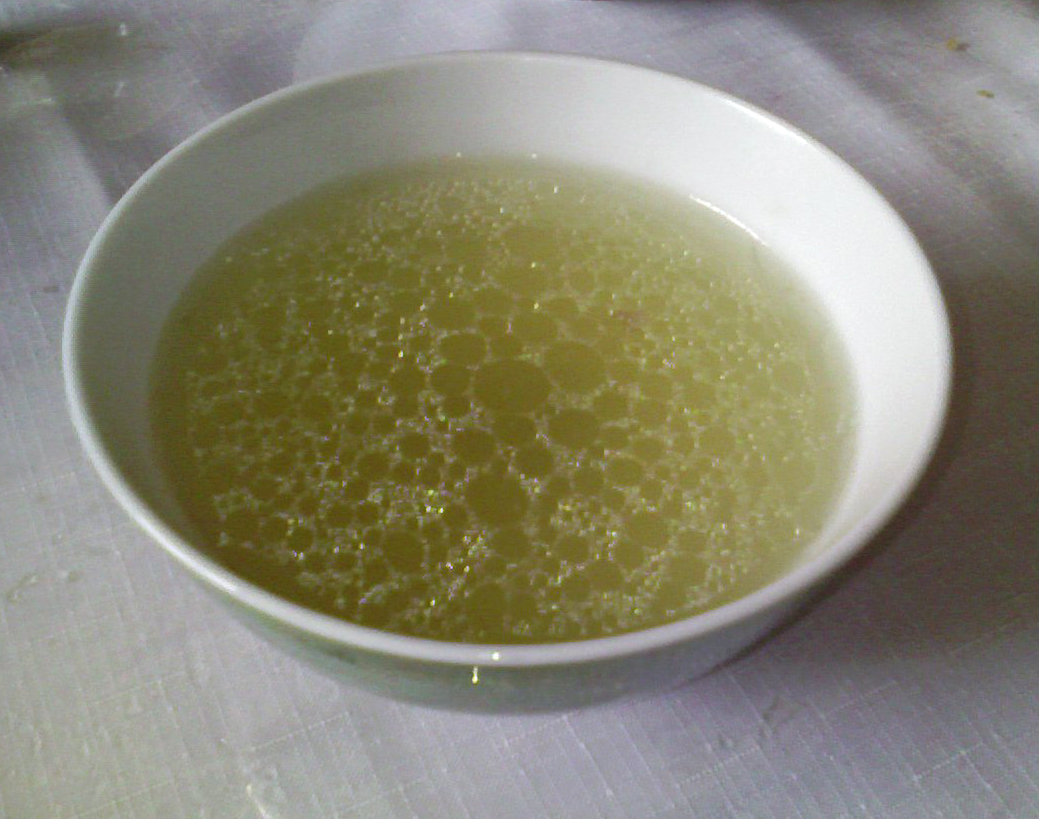
Chorbo.

Le beshbarmak (kirghize : бешбармак ; kazakh : бесбармақ ; bachkir : бишбармаҡ, bişbarmaq ; tatar : бишбармак ; « cinq doigts »), est un plat traditionnel des peuples nomades turcophones d'Asie centrale.
Le terme beshbarmak signifie « cinq doigts », parce que le plat se mangeait avec les doigts. La viande bouillie, de cheval ou de mouton, est habituellement hachée finement à l'aide d'un couteau et souvent mélangée avec des nouilles. Le tout est servi avec une sauce épicée à l'oignon. On présente traditionnellement le beshbarmak dans un grand plat rond, avec un chorba, un bouillon d'agneau servi dans des bols appelés kese.

## Ingrédients
Le beshbarmak est traditionnellement préparé à base de morceaux de croupe de cheval, de kazy et de soudjouk, et de carré d'agneau. Cependant, de nos jours, la recette connait des variantes et d'autres viandes comme celles du chameau, du poulet, ou parfois même du poisson, peuvent être utilisées.

## Cérémonial

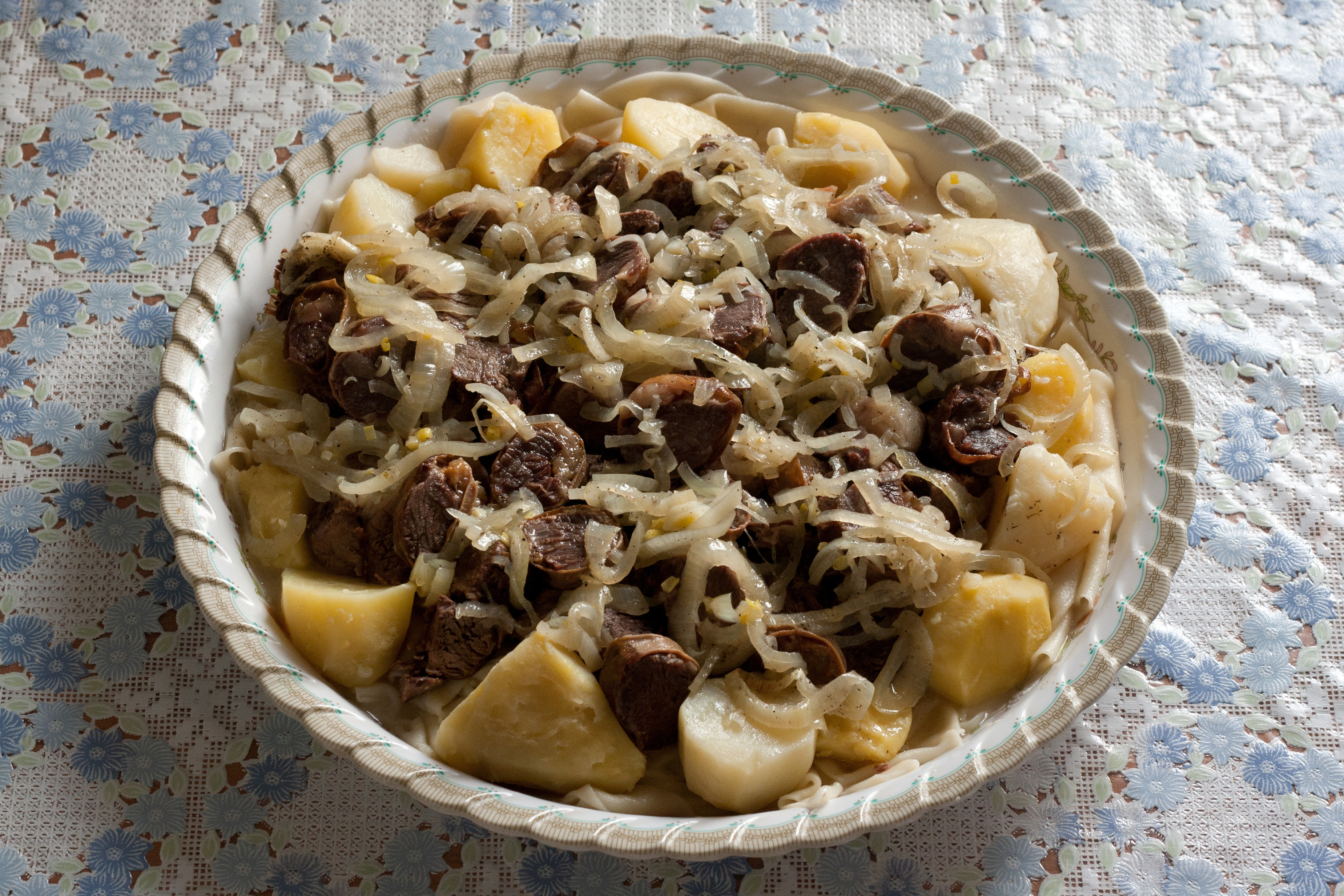
Beshbarmak avec des pommes de terre (typiquement kazakh).

Le beshbarmak est traditionnellement servi selon un rituel précis. La tête du mouton bouillie dans le kazan est placée devant l'hôte le plus honorable, en général le plus âgé. Cette personne découpe des morceaux de la tête et les offre aux autres invités à la table. Les adultes les plus jeunes reçoivent souvent les os des pattes et les épaules. On donne aux garçons les oreilles de l'animal en leur recommandant d'être vigilants ; les filles le palais pour être diligentes. Les autres parties de la carcasse ont également une signification particulière. Les hôtes les plus respectables reçoivent le jambon et les souris. Une jeune mariée reçoit la poitrine, on donne aux femmes mariées les os du cou. Les reins et le cœur sont donnés aux enfants parce qu'ils sont censés les aider à gagner en maturité, mais on ne leur donne pas de cervelle, réputée les rendre indécis. Les articulations ne sont jamais servies à une jeune fille, à cause d'une croyance qui la conduirait à devenir une vieille fille.